# Marija Romero Meneses
Marija Romero Meneses (Granada, 13. siječnja 1902. - Las Peñitas, 7. srpnja 1977.), nikaragvanska salezijanka i blaženica.

## Životopis
Rođena je 13. siječnja 1902. u Granadi, u Nikaragvi, kao jedno od osmero djece iz obitelji srednje klase. Njezin je otac bio ministar vlade. Kao mala pokazala je talent za umjetnost i glazbu, te su je njezini roditelji upisali na sate klavira i violine. Kasnije je postala učenica u salezijanskoj školi. Godine 1914. je oboljela od reumatske groznice. Svoj brzi oporavak pripisala je kao čudom Djevice Marije.
8. prosinca 195. se pridružila marijanskoj udruzi "Kćeri Marije". Godine 1920., u dobi od 18 godina, Marija se pridružila institutu Kćeri Marije Pomoćnice Kršćana. U 22. godini tamo je i položila redovničke zavjete. Godine 1931. odlazi u San Jose, Kostarika, gdje je od 1933. bila učiteljica glazbe i umjetnosti. U Kostariki je skrbila za za promicanje i kršćanski odgoj kod djevojaka, žena i majki. U Kostarici je izgradila brojne domove i ustanove za pomoć siromašnima. Umrla je od srčanog udara, 7. srpnja 1977., u dobi od 75 godina u salezijanskom domu u Leonu, Nikaragva gdje je poslan na odmor. Njeni posmrtni ostaci su poslani natrag u San Jose, gdje je pokopana u Salezijanskoj kapeli. 
Papa Ivan Pavao II. je beatificirao Mariju Romero Meneses 14. travnja 2002. te je tako postala prva blaženica iz Srednje Amerike.